# 杨庄站 (北京市)
杨庄站是一个位于中国北京市石景山区苹果园街道苹果园南路、苹果园大街、杨庄大街交叉口，属于北京地铁6号线的地铁车站，2018年12月30日随6号线西延通车而投入使用。

## 位置
杨庄站位于西五环外，苹果园南路（大致呈东西向）和苹果园大街-杨庄大街（大致呈南北向）交汇处东侧，呈东西走向布置，因元朝大臣杨朵儿只落葬于此而得名。
车站与相邻的西北侧地块按照一体化开发设计，上盖项目名为远洋·春秋里。

## 结构

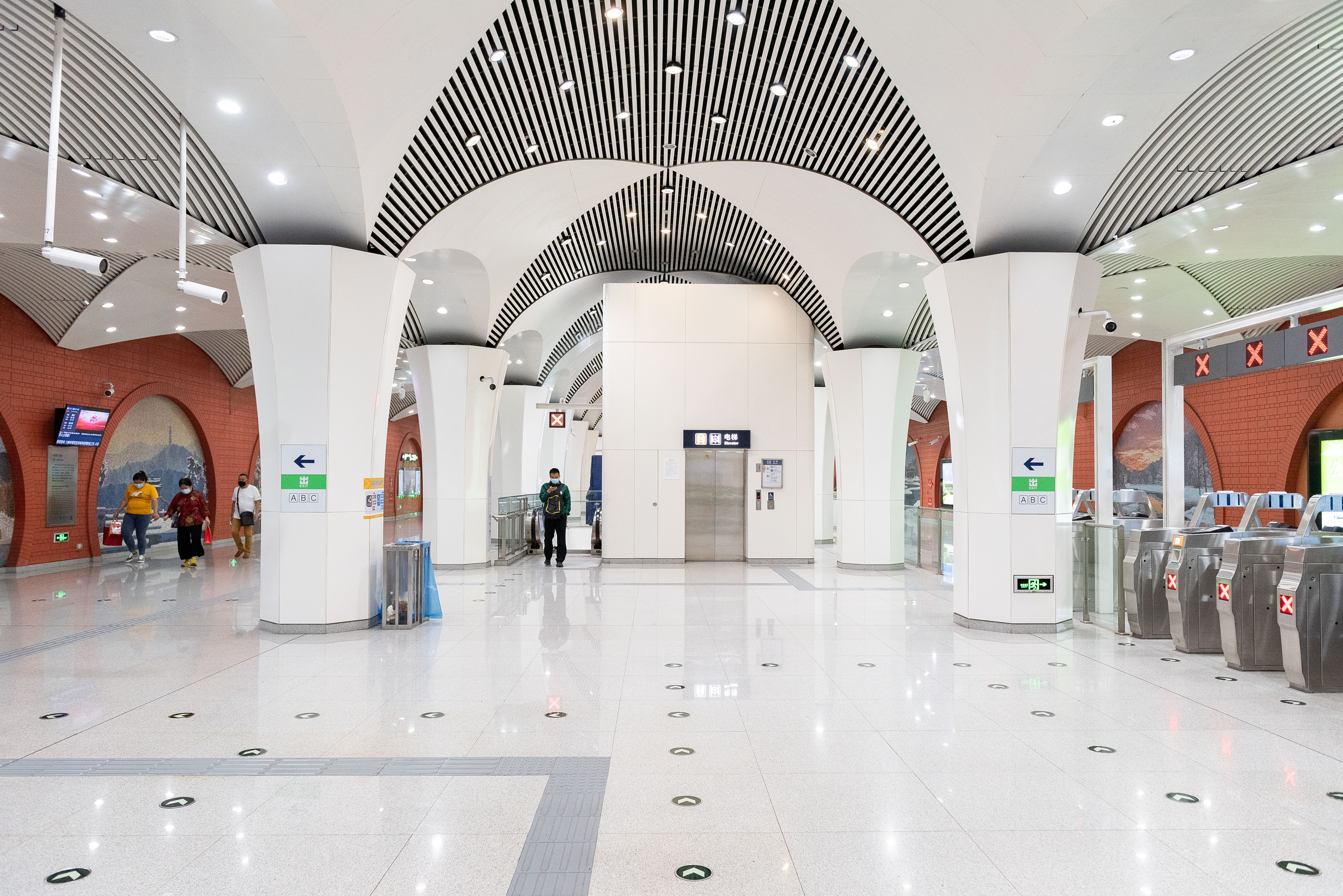
站厅，两侧装饰有《燕京八景》公共艺术

杨庄站为地下二层车站，地下一层为站厅，地下二层为岛式站台。
| 地面层          | 街道                    | A-C出入口                        |
| 地下一层 站厅层 | 站厅                    | 客务中心、自动售票机、进出站闸机 |
| 地下二层 站台层 |                         | █ 6号线往金安桥（苹果园）        |
| 地下二层 站台层 | 岛式站台，左側開门      |                                  |
| 地下二层 站台层 | █ 6号线往潞城（西黄村） |                                  |

车站采用PBA法施工，全长259.65米，宽23米，结构底部最深27.1米，顶板覆土7.26米。
车站内部的装修风格以红砖墙面为主，站厅内的部分立柱被装饰成树形，并装有可变换颜色的圆形装饰灯。

## 出入口
|                           |            |                                         |      |            |  |
| 编号                      | 指示       | 建议前往的目的地                        | 图片 | 无障碍设施 |  |
| 出口 · A · 升降机标志     | 苹果园南路 | 杨庄大街、远洋·春秋里、首钢苹果园居民区 |      |            |  |
| 出口 · B                  | 苹果园南路 | 首钢苹果园居民区                        |      | 不適用     |  |
| 出口 · C · 1 · 升降机标志 | 苹果园南路 | 杨庄大街、杨庄北区                      |      |            |  |
| 出口 · C · 2              | 苹果园南路 | 杨庄北区                                |      | 不適用     |  |
| 註： 設有                 |            |                                         |      |            |  |